# Black and White America
Black and White America — девятый студийный альбом американского рок-музыканта Ленни Кравица, вышедший в 2011 году.

## Об альбоме
13 декабря 2010 года Кравиц заявил, что новый альбом выйдет под названием Black and White America («Чёрная и белая Америка»). Это будет его первый альбом на Roadrunner Records / Atlantic Records .
На официальном сайте певца отмечено, что «Come On Get It», используемый в рекламе НБА в конце 2010 года, станет первым синглом на альбоме.

## Список композиций
1. «Black and White America» — 4:35 (Кравиц, Крэйг Росс)
2. «Come On Get It» — 4:26 (Kравиц, Росс)
3. «In the Black» — 3:24
4. «Liquid Jesus» — 3:28
5. «Rock Star City Life» — 3:24 (Kравиц, Росс)
6. «Boongie Drop» (совсестно с Jay-Z и DJ Military) — 3:49
7. «Stand» — 3:20
8. «Superlove» — 3:29 (Kравиц, Росс)
9. «Everything» — 3:38
10. «I Can’t Be Without You» — 4:48
11. «Looking Back on Love» — 5:36
12. «Life Ain’t Ever Been Better Than It Is Now» — 4:17
13. «The Faith of a Child» — 4:06
14. «Sunflower» (совсестно с Дрейком) — 4:14 (Kравиц, Swizz Beatz)
15. «Dream» — 5:11
16. «Push» — 4:23

| №   | Название                             | Длительность |
| --- | ------------------------------------ | ------------ |
| 17. | «Dance Around the Fire»              | 4:03         |
| 18. | «Leaders of Tomorrow»                | 4:12         |
| 19. | «What Do You Want From Me»           | 3:09         |
| 20. | «War»                                | 4:12         |
| 21. | «Black and White America» (acoustic) | 3:08         |
| 22. | «Everything» (acoustic)              | 3:06         |

| №   | Название                                              | Длительность |
| --- | ----------------------------------------------------- | ------------ |
| 17. | «War» (bonus track)                                   | 4:12         |
| 18. | «Black and White America» (acoustic)                  | 3:07         |
| 19. | «Stand» (video)                                       | 4:54         |
| 20. | «Black and White America (Live at The Shack)» (video) | 3:02         |

| №  | Название                             | Длительность |
| -- | ------------------------------------ | ------------ |
| 1. | «Black and White America» (acoustic) |              |
| 2. | «Everything» (acoustic)              |              |
| 3. | «Liquid Jesus»                       |              |
| 4. | «I Can't Be Without You»             |              |
| 5. | «Dream»                              |              |
| 6. | «War»                                |              |

## Участники записи
- Ленни Кравиц — вокал, акустическая гитара, электрогитара, пианино, синтезатор, бас-гитара, барабаны.
- Крейг Росс — акустическая гитара, электрогитара.